# Innocence (film, 2004)
Pour les articles homonymes, voir Innocence.
Pour plus de détails, voir Fiche technique et Distribution.
Innocence est un film franco-britannico-belge réalisé par Lucile Hadžihalilović, sorti en 2004.

## Synopsis
Dans un parc coupé du monde, trente-cinq jeunes filles, âgées de cinq à onze ans, apprennent la danse et les sciences naturelles.

## Fiche technique
- Réalisation : Lucile Hadžihalilović
- Scénario : Lucile Hadžihalilović, d'après une nouvelle de Frank Wedekind intitulée Mine-Haha
- Photographie : Benoît Debie
- Pays de production :  France,  Royaume-Uni,  Belgique
- Langue originale : français
- Format : couleur — 16 mm — 2,35:1 — son Dolby Digital
- Genre : drame, fantastique
- Durée : 122 minutes
- Dates de sortie :
  - Canada : 10 septembre 2004 (Festival international du film de Toronto)
  - France : 1er décembre 2004 (Festival du film de Belfort - Entrevues) ; 12 janvier 2005 (sortie nationale)

## Distribution
- Zoé Auclair : Iris (6 ans)
- Alisson Lalieux : Selma (7 ans)
- Joséphine Van Wambeke : Vera (8 ans)
- Astrid Homme : Rose (9 ans)
- Lea Bridarolli : Alice (10 ans)
- Ana Palomo-Diaz : Nadja (11 ans)
- Bérangère Haubruge : Bianca (12 ans)
- Olga Peytavi-Müller : Laura (6 ans)
- Marion Cotillard : Mademoiselle Eva
- Hélène de Fougerolles : Mademoiselle Edith
- Véronique Nordey : l'intendante du château
- Corinne Marchand : la directrice
- Sonia Petrovna : l'assistante de la directrice
- Micheline Hadzihalilovic : Madeleine
- Johanna Surbier : Fanny
- Grizelle Crozet : la fille choisie

## Distinctions

### Récompenses
- Festival international du film de Saint-Sébastien 2004 : meilleure réalisation dans la section Nouveaux réalisateurs (Nuevos Directores)
- Festival international du film de Stockholm 2004 :
  - Cheval de bronze (meilleur film) ;
  - meilleure photographie.
- Festival international du film fantastique de Yubari 2005 : prix spécial du jury[réf. souhaitée]
- Festival international du film d'Istanbul 2005 :
  - prix du public ;
  - prix Fipresci.
- Festival international du film fantastique de Neuchâtel 2005 :
  - prix H.R. Giger « Narcisse du meilleur film » ;
  - prix de la jeunesse Denis-de-Rougemont.

## Autour du film
- Le cinéaste américain Harmony Korine considère qu'il s'agit d'un des 10 meilleurs films français de tous les temps[1].